# Javier Imbroda

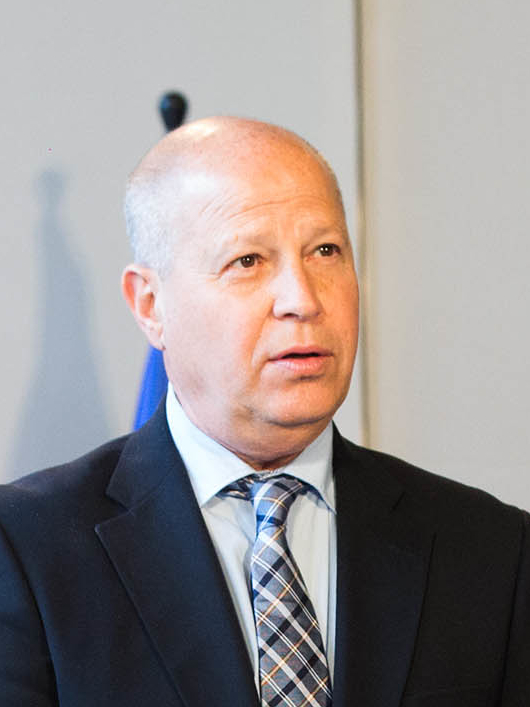
Javier Imbroda (2019)

Francisco Javier Imbroda Ortiz (* 8. Januar 1961 in Melilla; † 2. April 2022) war ein spanischer Basketballtrainer und Politiker (Ciudadanos). In der Liste der Trainer mit den meisten Spielen in der Liga ACB stand er zum Zeitpunkt seines Todes auf dem sechsten Platz.

## Leben
Imbroda war ab 1984 Trainer von Maristas Málaga. Die Mannschaft führte er 1988 zum Aufstieg in die höchste spanische Spielklasse, die Liga ACB. Dort betreute er Málaga bis 1998 (ab 1992 Unicaja Málaga genannt). 1995 wurde Málaga unter seiner Leitung Zweiter der spanischen Meisterschaft.
Von 1998 bis Mitte April 2001 war er ebenfalls in der Liga ACB Trainer von Caja San Fernando de Sevilla. 1999 wurde er mit der Mannschaft Vizemeister. In den Jahren 2001 und 2002 war er spanischer Nationaltrainer und betreute die Auswahl bei der Europameisterschaft 2001, er erreichte mit der Mannschaft den dritten Platz bei der EM. Er war vorher bereits Assistenztrainer bei der Nationalmannschaft gewesen, unter anderem während der Olympischen Sommerspiele 1992 und 2000, der Weltmeisterschaft 1998 sowie bei den EM-Turnieren 1995, 1997 und 1999.
In der Saison 2002/03 war Imbroda Trainer von Real Madrid. Im Sommer 2006 betreute er Spaniens U20-Nationalmannschaft bei der Europameisterschaft. Im November 2006 kehrte er in die Liga ACB zurück, als er das Traineramt bei Grupo Capitol Valladolid antrat. Er war bis 2008 im Amt. Im Februar 2009 übernahm Imbroda die Trainerstelle bei Vive Menorca in der Liga ACB. Die Zusammenarbeit endete im selben Jahr wieder.
Seit 2018 war er Mitglied des andalusischen Parlaments. Seit 2019 war er auch Regionalminister für Kultur und Sport.
Imbroda starb am 2. April 2022 im Alter von 61 Jahren in Málaga an den Folgen von Prostatakrebs.

## Verweise
1. 1 2 3 4  Javier Imbroda. In: acb.com. Abgerufen am 8. April 2022 (spanisch).
2. ↑  Fallece Javier Imbroda, exentrenador del Vive Menorca en ACB. 3. April 2022, abgerufen am 8. April 2022 (spanisch).
3. ↑  Long-time Spanish coach Javier Imbroda passes away at 61. In: Basketnews. Abgerufen am 4. April 2022.

| Personendaten    | Personendaten                              |
| ---------------- | ------------------------------------------ |
| NAME             | Imbroda, Javier                            |
| KURZBESCHREIBUNG | spanischer Basketballtrainer und Politiker |
| GEBURTSDATUM     | 8. Januar 1961                             |
| GEBURTSORT       | Melilla, Spanien                           |
| STERBEDATUM      | 2. April 2022                              |
| STERBEORT        | Málaga, Spanien                            |